# Jaque Fourie
Jaque Fourie (* 4. März 1983 in Carletonville) ist ein südafrikanischer Rugby-Union-Spieler, der als Innendreiviertel für die südafrikanische Nationalmannschaft spielt. Im Currie Cup war er für die Golden Lions und Western Province sowie im Super 14 für die Lions und die Stormers im Aufgebot. Derzeit spielt er beim japanischen Top League Verein Kobelco Steelers. Er wurde im Jahr 2007 mit den „Springboks“ Weltmeister.

## Karriere
Fourie gab sein Debüt für die Nationalmannschaft bei den Weltmeisterschaften 2003 gegen Uruguay. Er legte dabei auch seinen ersten Versuch. Er wurde im weiteren Verlauf des Turniers noch in drei anderen Spielen eingesetzt. Bis zum Jahr 2006 wechselte er häufiger die Positionen und war meist Teil der südafrikanischen Auswahl. In jenem Jahr setzte er sich endgültig durch und spielt seitdem regelmäßig an der Seite von Jean de Villiers als Innendreiviertel.
2007 konnte Fourie mit dem Titelgewinn bei den Weltmeisterschaften den größten Erfolg seiner Karriere erringen. Er war 2008 Teil des südafrikanischen Teams, das alle Spiele gegen die britischen Auswahlen gewinnen konnte und dabei England die höchste Heimniederlage der Geschichte zufügte. Im Jahr 2009 gehörte er zum Kader Südafrikas beim Aufeinandertreffen mit den British and Irish Lions. Die Springboks konnten die Serie gegen die Lions gewinnen und siegten auch beim Tri Nations im selben Jahr. Fourie wurde in allen Spielen eingesetzt.